# 폐차 (철도)
철도 차량의 폐차(廢車)는 철도 차량으로의 사용을 중지하고 차적에서 삭제하는 행위나, 그렇게 된 차량이다.

## 폐차의 원인
철도 차량이 폐차가 되는 원인으로는 다음과 같은 원인이 있다.
1. 경년 폐차
2. 용도(잔존) 폐차
3. 사고 폐차

### 경년 폐차
철도 차량은, 고액의 손질 및 정비를 실시하면 30년이나 그 이상 사용하는 것도 가능하다. 장기간 사용된 차량의 예로서는, 전쟁 전의 베를린 올림픽시에 제조된 S반용 전철이 독일 분열, 동서 통일을 거쳐 21 세기 초두까지 운행하고 있던 예나, 서일본 여객철도(JR서일본) 오노다선에 2003년까지 70년간에 걸쳐서 사용되고 있던 쿠모하 42형 전철등을 들 수 있다. 그러나, 이러한 경우는 매우 드물고, 대부분의 차량들은 빠르면 25년, 늦어도 40년 후에는 그 역할을 끝내고 있다.
이는 아래의 주원인을 이유로 한다.

#### 기술적 요인
기술의 향상에 의해 시대에 맞지 않게 된 이유로 폐차하는 것이다.제조된 당시는 최신예의 기술을 사용하고 있었다고 해도, 기술 혁신에 의해 머지않아 진부화(陳腐化) 하는 것은 피할 수 없다.
또, 새롭게 개발된 보안 장치를 설치할 수 없게 되기도 한다.철도 차량은, 장기간에 걸친 법정의 보수 점검을 실시하기 위해, 신조 비용 뿐만이 아니라 런닝코스트가 많이 걸린다.이 때문에, 보수 코스트를 저감 할 수 있도록 설계되었던 것보다 새로운 차량에 옮겨놓는 것이 토탈 코스트를 저감 할 수 있는 일이 있기 위해, 수명에 이르지 않아도 폐차되는 일이 있다.너무 낡은 차량의 경우, 교환용의 부품이 제조 중지가 되어 버려, 수리를 실시할 수 없게 되었기 때문에, 부득이 폐차가 되는 경우도 있다.

#### 차량 노후화
철도 차량은 계속 사용하면 노후화가 진행된다.각종 기기의 시스템 노후화에 의한 동작 불량이 사고를 초래하므로, 어느 정도의 기간 사용한 시점에서 폐차가 된다. 특히 신칸센이나 KTX같은 고속철도 차량에서는 재래선보다 비싼 안전 수준이 요구되는 것이나, 고속·장거리 주행을 위해 각부의 물리적 마모가 재래선 차량보다 빨리 진행한다고 하는 이유로부터, 차량의 수명이 15년 정도 짧아지고 있기도 하다. 하지만 한국과 일본 등 동아시아 국가를 비롯한, 북미와 유럽 일부 국가의 경우엔, 법정 내구연한을 초과하여 사용할 수 없도록 법적으로 통제하고 있다. 그러나 이 열차를 연장 사용하기 위해서는 정밀진단을 받아 안전운행에 적합하다고 인정되어야만 한다. 그러나 이러한 예외 규정의 존재에도 불구하고, 그 기준이 엄격하여 차량의 연장 사용이 지극히 어려워 차량을 일괄 폐차해야 하는 등의 난맥상이 지적되고 있다. 전동차의 경우, 근래 들어서는 신형 차량이 대부분 스테인레스나 알루미늄 합금 재질이며, 가변전압 가변주파수 제어방식을 채용하는 것이 대부분이기 때문에, 전동차 내구연한을 40년으로 늘려서 쓰려는 노력이 곳곳에서 보이고 있다.
덧붙여 한국의 법령에 의해 지정된 철도차량 종류별 내구연한은 다음 표와 같다.
| 종류          | 사용 내구 연한                          |
| ------------- | --------------------------------------- |
| 고속철도 차량 | 30년                                    |
| 일반철도 차량 | 30년                                    |
| 디젤 기관차   | 25년(재생시 연장 가능.)                 |
| 전기 기관차   | 40년                                    |
| 디젤 동차     | 20년                                    |
| 전기 동차     | 25년(경우에 따라 5~15년 추가연장 가능.) |
| 객차          | 25년                                    |
| 화차          | 30년 단, 화학물 수송용 조차는 25년      |
| 특수차        | 철도 차량 제작당시 정한 기준            |

### 용도(잔존) 폐차

#### 환경의 변화에 의한 폐차
철도 차량을 둘러싸는 수송 환경은 폐차가 된 차량이 달리는 노선에 대한 내부적인 변화 뿐만 아니라, 그 차량이 달리는 노선 그 자체란 아무 관계도 없는 외부적 요인에 의한 변화 등 다양한 이유로 변화한다.
전자의 내부적인 변화로서는, 우선 운용 체계의 변화나 수송력 증강 등에 수반하는 편성의 재편성에 수반하는 잔존 차량의 폐차를 들 수 있다.
한국에서는 운용 체계의 변화나 수송력 증강 등에 수반하는 편성의 재편성에 수반하는 잔존 차량이 폐차되는 경우는 없으며 드물게 편성 양수 증량(예를 들면,6량편성을 10량편성으로)에 따른 증차분 부수차들이 폐차가 되기도 한다. 아래의 것은, 그 예이다.
- 서울교통공사 2000호대 저항제어 전동차

2005년 2호선 저항차 폐차 당시 짝이 맞지 않는(개조 가능한 동력차가 없는) 일부 잔존 부수차들이 조기폐차되었다.
- 서울교통공사 3000호대 초퍼제어 전동차

2009년 대량폐차 당시 상기의 차량과 마찬가지로 짝이 맞지 않는(개조 가능한 동력차가 없는) 일부 잔존 부수차들이 조기폐차되었다.
- 한국철도공사 1000호대 전동차

1999년과 2002년에 걸쳐 구형 차량 폐차 시 남은 1985~86년산 부수차들을 개조하여 1082-1182편성, 1088-1188편성~1094-1194편성을 만들었으나 당시 편성될 동력차는 1981년산이어서 이것들의 내구연한은 2006년에 만료되었기 때문에 결국 동력차들의 폐차로 인해 잔존 폐차 대상이 되었다.
또, 신형 차량을 투입한 후에 지금까지의 차량을 폐차하지 않고, 다른 노선에 전출시켜 그 노선의 구형식 차를 도태시키는 일도 있다. 이때 편성은 적당히 새로 짜넣을 수 있지만, 결과적으로 남은 잔존 차량이 폐차가 되는 일이 있다.
편성 재편성에 의해서 잔존 폐차 대상이 되는 것은 대부분이 부수차로, 전용하는 경우는 모터 등을 달아 동력차로 개조하는 것 등이 필요해, 막대한 비용이 소요된다. 다만, 전속이나 증발에 의한 단편성화로 선두차가 부족하는 경우에는, 개조되어 선두차가 되는 경우도 있다. 한국철도공사에서 운용하는 319000호대 전동차와 321000호대 전동차 및 서울교통공사에서 운용하는 서울교통공사 1000호대 저항제어 전동차, 서울교통공사 3000호대 초퍼제어 전동차 등이 예이다.
후자의 외부적인 변화로서는, 다른 사업자외 노선 혹은 타 차량·새로운 규제나 법령의 영향 등에서 폐차된 예가 있다. 한국에서는 외부적인 변화에 따른 폐차의 예는 거의 없다. 다만, 일본에서는 쉽게 볼 수 있다.
일본(도쿄)에서는 도큐전철에서 도큐1000계전동차가 리뉴얼과 지방사철로양도되는 동시에 잔존 폐차 대상이 된2칸은 폐차해체되었다.

#### 시험 종료에 따른 폐차
시험차는 크게 아래 3가지로 나뉜다.
- A 신조차：시험을 위해서만 개발된 차량.지금까지 완전히 다른 기기를 탑재하고 있거나 차체 형상이 엉뚱한 것으로부터, 편성내에서 뿔뿔이 흩어진 것도 많다.

예 : 동일본 여객철도 E993계 전동차, HSR-350x
- B 개조차：대차나 모터 등 일부분만의 시험을 실시하는 차량.재래의 차량에 개조나 사양 변경을 실시했을 뿐이므로, 여객 운전을 하면서 데이터 수집을 실시하는 것도 많다.

예 : 한국철도공사 2030호대 전동차VVVF-IGBT 시험차량, 한국철도공사 5000호대 전동차 5083-5183편성 5783호VVVF-IPM 시험차량
- C 시제차：차기 신조 차량의 성능을 확인하기 위한 차량.신조차와 다른 것은, 양산을 염두에 둔 차량인 점과 실제로 손님 취급을 실시하는 점으로, 엉뚱한 모습을 하고 있는 것은 우선 없다.또, 손님의 평가나 운용상의 문제점등을 조사해 대량생산차에 반영시키는 역할도 담당하고 있다.

예 : KTX 시제차량
A가 여객차에 개조되는 것은 우선 없고, 시험 종료→은퇴가 되는 것이 대부분이지만, 마지막에 내구 시험으로서 추에 잡아지거나 장애물에 충돌시켜, 원형을 유지하지 못하는 모습으로 해체되어 가는 것도 많다.또, 매우 드문 이야기이지만 완전히 다른 시험차가 되는 케이스가 있다.
B는 시험 종료후, 일반형에 되돌려지는 케이스도 있는(예 - 한국철도공사 5000호대 전동차 5083-5183편성 5783호VVVF-IPM 시험차량)가, 기본적으로는 그대로의 모습으로 사용계속 된다(예 - 한국철도공사 2030호대 전동차VVVF-IGBT 시험차량).그러나, 종차에 구형의 차량을 선택하고 있었을 경우는 견인차나 입체차로서 재이용되는 경우를 제외하고 폐차되어 버리는 경우가 대부분.일부의 시험차 등에서는 일단은 운행을 개시했지만, 보수등의 취급해 위의 문제로부터 조기에 폐차가 되는 예도 있다.
C는 양산형에 맞춘 양산화 개조를 해 신형식의 일원으로서 사용계속 되는 것이 대부분이다(예 - 서일본 여객철도 207계 전동차 양산 선행차, 신칸센 700계 전동차).그러나 양산이 중지가 되거나 양산시에 대폭적인 설계 변경을 했을 경우, 그 차량은 휴차·처분되거나, 신형식 등장 후도 계속해 시험용으로서 사용되거나 하기도 한다(예 - 신칸센 N700계 전동차).또, 무사하게 운용을 개시했다고 해도 양산 편성의 중간에 짜넣어지거나(예 - 일본국유철도 201계 전동차 900 번대), 지선 운용에 계속 오르거나 하는 경우나, 사업용차에 전용되는 경우가 많다.양산에 이르지 않았던 차량은 러시 시한정으로 사용되는 일도 있다.안에는 일본국유철도 207계 전동차등 아직도 본선으로 운용되고 있는 예도 있다(국철 207계는 2010년 1월 6일에 폐차).1986년에 차세대형 VVVF 인버터 제어 시작차로서 등장했지만, 당시는 아직 반도체 기술이 미숙했었기 때문에, 코스트가 너무 걸리는 등 의 이유로, 동타입의 차량의 양산에 이르지 않았다(국철 분할 민영화 후에 JR서일본이 신설계로 207계를 신조·양산했다).

### 사고(재해) 폐차
사고로 인해 철도 차량이 폐차되기도 한다. 2002년 2월 22일에 발생한 서울지하철공사(당시) 1000호대 111편성같이 차량 원형을 유지하지 못하는 경우나, 그렇지 않아도 수리 비용이 신제와 거의 다르지 않게 되는 경우가 전형예이다. 그렇지만, 철도차량의 가장 중요한 부분인 프레임이 손상되었을 경우, 그것이 휘어지면 그 복구는 어렵다. 겉으로 봐서는 수리 가능한 차량도, 실제로는 수리 불가능으로 폐차되는 경우도 있다. 또, 사고 지점의 지형적인 문제로부터 차체의 반출이 곤란하거나 재해 노선의 신속한 복구 작업에 지장이 나온다고 판단되었을 경우, 현지에서 해체되기도 한다.
- 2007년에 영등포역에서 디젤 기관차와의 충돌로 인해 파손된 한국철도공사 5000호대 전동차같은 경우, 차량은 전체적으로 손상이 없어보이나 프레임에 어떤 문제가 발생했는 지는 정밀진단 전까지는 알 수 없다. 해당 차량은, 정밀 진단 후 프레임 손상이라는 결과가 나왔다. 그 결과, 폐차 처분되었다.
- 사고로 폐차가 된 만큼은 보충을 해야 하기 때문에, 사고 폐차가 된 차량이 낡은 경우, 혹은 이미 제조 정지가 되어 있었을 경우는 다른 차량을 돌리는(최신형의 차량을 추가로 신조 투입)이나, 편성 변경이나 운용의 변경으로 대체 차량을 조달하게 된다.(예 - 한국철도공사 5000호대 전동차5019-5119편성,당시 5071-5171편성~5078-5178편성은 광명역 셔틀전철 운행차량이었으므로 2008년 12월에 광명역 셔틀전철 4량화로 광명역 셔틀전철 운행을 종료한 5071-5171편성~5078-5178편성을 대체 투입하였다.) 아직 새로왔던 경우에는 사고 폐차가 된 차량과 같은 차종의 차량을 신조 한다.이것을 대체 신조라고 부른다.다만, 사고차가 폐차 대상차이거나 남은 차량이 극단적으로 적은 경우, 남은 차량도 함께 폐차가 되기도 한다.그 때문에,남은 차량을 개조하여 다른 노선에 투입한 것은 상당히 드물다.(예 - 한국철도공사 5000호대 전동차 5019-5119편성 → 한국철도공사 319000호대 전동차 31906~31907편성) 사고차가 폐차 대상차의 경우는 대체차가 이미 발주 끝난 경우도 있어, 그 경우는 추가로 투입하지 않고 발주 끝난 분에만 조달해지는 일도 생각할 수 있다.)
- 철도 차량에는 1량마다 번호가 붙어 있다. 대체 신조 된 차량에는, 사고 폐차된 차량의 번호와 같은 것을 붙이는 철도 사업자도 있지만, 폐차 차량과 번호를 구별할 필요가 있다, 사무상의 처리에 대해 장해가 된다, 혹은 재수가 없다등의 이유로부터 새로운 번호를 부번 하고, 사고 폐차가 된 차량의 번호는 결번으로 하는 철도 사업자도 있다.
- 또, 차체 전체 혹은 차량 그 자체를 제조해 수선 수리 복구 취급으로 재차 영업 운행에 투입하는 예도 있다. 예를 들면, 한국철도공사 8000호대 전기 기관차는 8058호의 경우 1975년 11월 3일 태백선 서남철교에서 제동기 취급 불량으로 추락하였다. 이후 1979년 1월에 대우중공업에서 새로 제작하였다.

## 폐차 후의 처치
해체되는 경우, 해당 차량은 해체장까지 이동하여 해체를 기다리게 된다. 해체장은 차량 기지나 공장의 한쪽 구석을 사용하는 것이 많다. 해체의 차례가 오면, 교체 기계에 의해 해체선에 옮겨지고, 해체 작업이 시작되는데, 다음과 같은 방법으로 해체되고 있다.
1. 기기나 내장 장치를 분리한 후, 버너로 측면을 가열해서 절단한 후, 중기를 사용하여 상부를 절단한다. 한층 더 하부도 차체를 지탱하는 부분으로부터 떼어낸다. 최종적으로 한층 더 절단한다.
2. 기기나 내장 장치를 분리한 후, 중기를 사용해 재단해 나간다.
3. 중기는 사용하지 않고, 버너만 사용하는 작업으로 해체해 나간다.

해체된 다음은 소재마다 분별해 재생되는(예를 들면 철조각은 제철소에 옮겨 재생철에)가, 재생할 수 없는 것에 대해서는 산업 폐기물로서의 처리가 이루어진다. 떼어낸 기기 등은 다른 차량의 예비로서 남겨지거나 다른 철도 사업자 전용으로 중고 부품으로서 판매되기도 한다. 어쨌든, 폐차된 차량이 해체되는 것은 며칠의 시간에 불과하다.

### 다른 철도 사업자로의 양도
폐차가 된 후, 다른 철도 사업자에게 양도되는 차량도 있다. 대도시에서는 오래된 차량일지라도 차체나 기기의 성능이 극단적으로 열화한 것은 아니라서, 지방이나 국외에서는 충분히 가동시킬 만한 성능인 경우가 있다. 두 회사 간 선로가 연결되어 있거나 계열회사이거나 하면 교섭도 더욱 부드럽게 행해지기 쉽다.
한국에서는, 국외로 양도하는 예가 많다. 서울메트로 2000호대전동차 일부가 전형적 예이다.

### 보존이나 개인으로의 양도
폐차가 된 차량 가운데, 산업 고고학적, 철도 역사적등의 관점으로부터 보존하는 가치가 있다고 인정된 차량은 보존되는 일이 있다.보존에는 2종류가 있어, 선로상을 자주 할 수 있는 상태로 보존하는 것을 동태 보존 이라고 하여, 자주는 하지 못하고 주로 전시 목적으로 보존하는 것을 정태 보존이라고 한다.
한국에서의 예는, 서울교통공사 1000호대 저항제어 전동차는 최초 반입편성이 신정차량사업소, 한얼테마과학박물관에서 동태보존중에 있으며, 한국철도공사 1000호대 전동차는 1001호, 1115호, 1315호가 철도박물관 야외전시장에 전시되어 있다. 수는 적지만, 개인이 보존 목적이나 창고 대신 매입하는 경우나, ‘추억의 차량’으로서 현지 자치체가 관리하는 경우도 있다. 개인이 매입하는 케이스는 이전에는 잘 볼 수 있었지만, 근래에는 수송비의 상승이나 토지의 감소 등의 이유로 별로 행해지지 않은 것이나, 철조각의 가격이 차량 그대로 매각하는 가격보다 비싸기 때문에, 회사의 방침으로서 인정하지 않는 경우도 많다. 개인이 차량을 통째로 1량을 매입해 무언가에 이용하려고 하면, 수송비·토지대·개장비 등으로 거금이 드는 경우도 있으며, 트레일러 등을 통한 수송에는 경찰 그 외 많은 관계 기관의 허가가 필요하게 되어, 그 후의 고정 자산세도 막대한 것이 된다고 여겨진다.
이러한 대상이 되지 않는 대부분의 차량은 앞서 말한 것처럼, 해체장에 옮겨져 해체된다. 또, 일단 보존되어도, 특히 개인이나 재정 기반의 약한 단체의 경우는 유지관리가 어렵고, 비 맞게 내버려 둔 상태로 유지 관리도 충분히 되지 않고 놓여지고 있는 사이에 녹이나 파손, 부품의 도난등이 눈에 띄게 되어, 끔찍한 상태를 계속 유지된 끝에 위험으로 여겨져 해체되어 버리는 경우도 있다.